# 先農湯
先農湯，華人圈常用翻譯為雪濃湯，是韓國菜中一道用牛腿骨製成的濃湯。
此湯常以長時間熬製使骨頭中的味道滲出，並形成其乳白湯色。一般只用蔥和鹽調味，味道極其溫和濃郁，但也可以放入豆腐和半熟蛋以增加口感；如果喜歡吃辣可以加入辛奇和辣的豆芽菜調味，其顏色也會隨著辣油而變換為粉紅色。主要吃法是用白飯配著吃，可以一邊喝湯一邊吃白飯，亦可直接把白飯倒進湯中變為泡飯。

## 名稱
此湯是紀念朝鮮的農民先祖而發明的料理，於朝鲜王朝時期成宗親臨先農祭（선농제）的宴會時被第一次創造出來。
在華人圈，因為其顏色雪白加上濃厚的口感，因此經常翻譯為發音相近且能表示其料理狀態的雪濃湯。